# Endubis
Endubis (vers 270 - vers 300) est un roi aksoum.
Endubis est le premier roi d'Aksoum à frapper ses propres monnaies, imitées du système monétaire romain. Ses successeurs Aphilas, Wazeba et Ousanas continuent à produire des monnaies d'or, d'argent et de cuivre, incluant le disque et le croissant, symboles de la religion sabéiste.